# Kotrag
Kotràg (bulgaro: Котраг, tartaro: Kotrag, Qotrağ, ciuvascio: Kătra Pattăr, Katra Pattăr; 630 - 673/700) fu il secondogenito del khan proto-bulgaro Kubrat, sovrano della Grande Bulgaria e membro del clan Dulo. Dopo il crollo della Grande Bulgaria Antica nel 668, Kotrag guidò la tribù dei Kotragi (detti anche Kutriguri) verso il nord della regione del Volga, dove fondò la Bulgaria del Volga: uno stato vassallo del Khanato di Khazaria.

## Biografia
Secondo i cronisti bizantini Niceforo I di Costantinopoli e Teofane Confessore, dopo la morte del padre Kubrat e il collasso della Grande Bulgaria Kotrag avrebbe esteso l'influenza dei Proto-bulgari fino al fiume Volga. Altre fonti anonime indicano che fosse il secondogenito di Kubrat, ma di nome sconosciuto, e che il nome Kotrag denotasse il suo ruolo dii capo della tribù dei Kotragi, forse già in veste di vicario del padre prima della sua morte.
Kotrag è considerato il fondatore della Bulgaria del Volga. I suoi discendenti raggiunsero le terre dell'attuale Repubblica di Tatarstan,  dove si stabilirono in mezzo alle tribù ugro-finniche locali.
Si ritiene che Kotrag abbia avuto due figli: Ishkul (morto nel 707) e Irkhan, probabilmente suo successore.

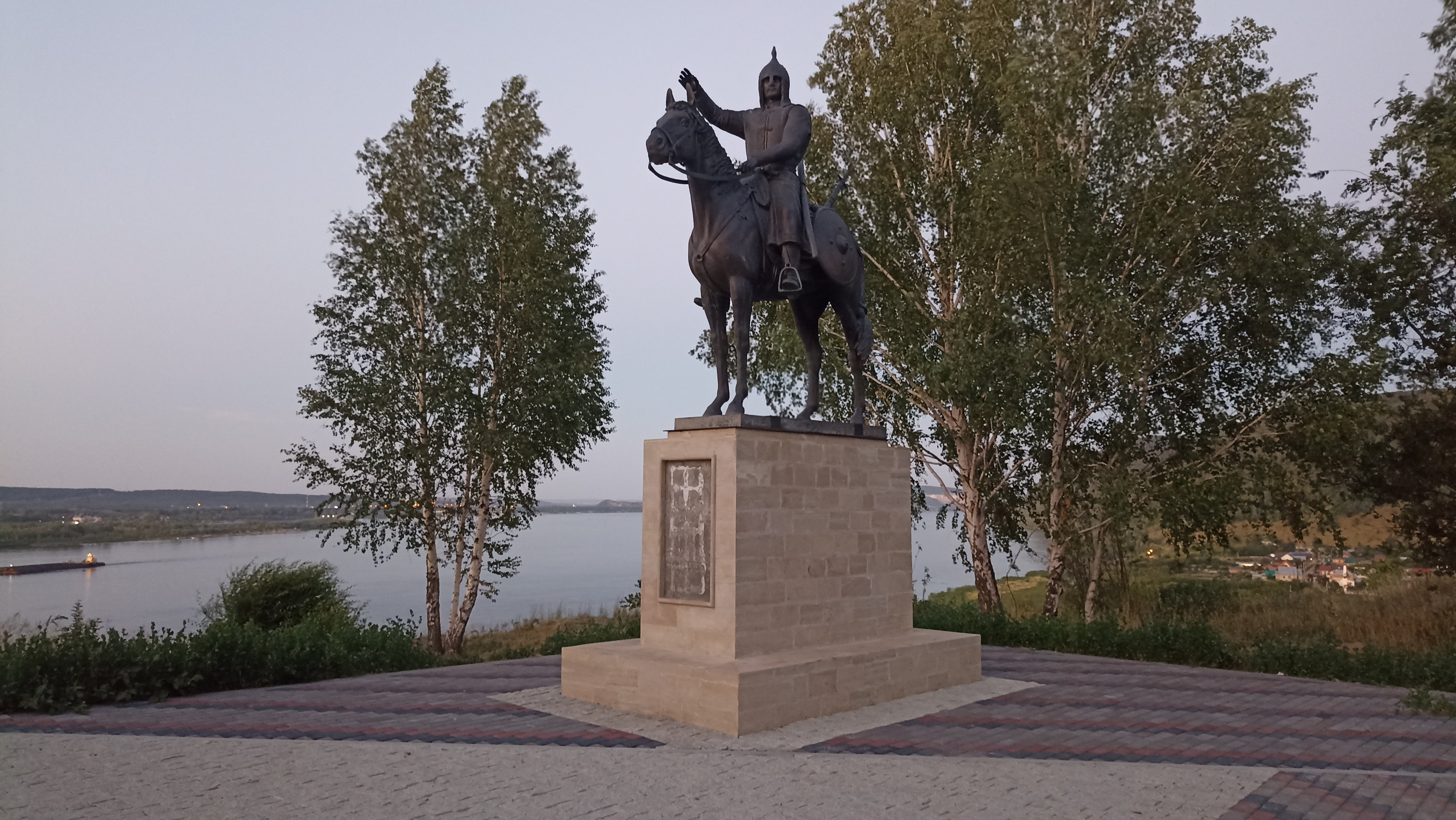
Monumento a Khan Kotrag a Širiaieve, Ucraina.

## Kotrag nella cultura
- La vetta della montagna Kotrag Nunatak sull'Isola di Greenwich, parte delle Isole Shetland Meridionali;
- Monumento a Khan Kotrag (Širiaieve, Ucraina);
- Monumento a Khan Kotrag (Šemurša, Repubblica Ciuvascia)